# بلوند اتمی
بلوند اتمی (به انگلیسی: Atomic Blonde) فیلمی آمریکایی در سبک اکشن مهیج جاسوسی، به نویسندگی کرت جانستاد و کارگردانی دیوید لیچ است. این فیلم برگرفته از رمان گرافیکی سردترین شهر، به قلم آنتونی جانستون در سال ۲۰۱۲ است که داستان آن حول محور جاسوسی است که موظف به پیدا کردن لیستی از مأموران دوجانبه است که در حال قاچاق به غرب می‌باشند. از بازیگران آن می‌توان به شارلیز ترون، جیمز مک‌آووی، جان گودمن، تیل شوایگر، ادی مارسن، صوفیا بوتله، یوهانس هویکور یوهانسون و توبی جونز اشاره کرد.
نخستین نمایش بلوند اتمی در تاریخ ۱۲ مارس ۲۰۱۷ در جشنواره جنوب از جنوب غربی بود و همچنین توسط فوکس فیچرز در ۲۸ ژوئیه ۲۰۱۷ در ایالات متحده اکران شد. فیلم به‌طور کلی با واکنش‌های مثبتی از سوی منتقدان همراه بود و ۱۰۰ میلیون دلار در سراسر جهان فروش کرد در حالی که ۳۰ میلیون دلار بودجه ساخت آن بوده است.

## بازیگران
- شارلیز ترون در نقش لورین بروتون، یک مأمور میدانی رده بالای ام‌آی۶
- جیمز مک‌آووی در نقش دیوید پرسیوال، رئیس ایستگاه ام‌آی۶ برلین که به لورین در مأموریتش کمک می‌کند
- جان گودمن در نقش ایمت کورتسفلد، یک مأمور ارشد سازمان اطلاعاتی سیا که با ام‌آی۶ کار می‌کند
- تیل شوایگر در نقش ساعت‌ساز، یک شخصیت بی‌طرف و مرموز که ساعت‌های ویژه‌ای همراه با کدهای پنهان می‌سازد.
- ادی مارسن در نقش اسپای‌گلس، فراری اشتازی که لیست را به گاسکوینه می‌دهد
- صوفیا بوتله در نقش دلفین لاسال، مأمور مخفی فرانسوی
- رولاند مولر در نقش الکساندر برموویچ، یک مأمور عالی‌رتبه کاگ‌ب روسی در برلین
- یوهانس هویکور یوهانسون در نقش یوری باختین، یک مأمور سرکش کاگ‌ب که گاسکوینه را می‌کشد و لیست را می‌دزدد
- جیمز فوکنر در نقش «سی»، رهبر ام‌آی۶
- باربارا سوکووا در نقش کالبد شکاف، که مسئول رهاسازی جسد گاسکوینه به لورین است
- توبی جونز در نقش اریک گری، افسر مافوق لورین در ام‌آی۶

علاوه بر این، سم هارگریو و بیل اسکاشگورد به ترتیب به عنوان مأمور ام‌آی۶ جیمز گاسکوین و مخاطب لورن در آلمان شرقی و مرکل متحد احتمالی سی‌آی‌اِی ظاهر شدند.